# 加賀之潛戶
加賀之潛戶（日语：加賀の潜戸、かかのくけど）乃日本島根縣松江市北部（舊島根町）面向日本海的海岸觀光勝地。「加賀」是聚落的名稱，亦可用加賀潛戶表示。此地歸屬大山隱岐國立公園管轄，1927年被指定為國家名勝和天然紀念物時，皆登錄成「潛戶」之名。
此地的神話色彩濃厚，與日本神道關係頗深，為佐太大神（佐太神社主祭神）的出生地。

## 概要
「潛戶」也就是海蝕洞窟，乃因安山岩、凝灰岩的岩盤在地殼變動時伴隨著斷層和龜裂發生，經過海浪及風長時間的侵蝕所形成。此地又可分「新潛戶」和「舊潛戶」，各具有不同的樣貌特徵。

### 古籍記載
根據《出雲國風土記》的記錄，支（枳）佐加比賣命乃神魂命之女，祂為了臨盆生下佐太大神來到了加賀神埼（（日語）かかのかんざき）這個地方，卻不小心遺失重要的弓箭。於是祂祈願讓弓箭回來，此時飄來角製弓箭，但祂說：「這不是我的弓箭」並丟棄之。於是更集中精神祈願，海浪沖上來金弓箭，祂取回並說：「這洞窟真是黑暗！」。所以祂拿起弓箭朝洞窟射去，映照了一片光明，故此地名為「加加」。

### 新潛戶
新潛戶共有三個入口，中間有隧道連接，是一座全長200公尺的海中洞窟。洞窟內空間寬廣，海象穩定時可乘坐船底具有玻璃觀景窗的遊覽船前往探險。此外，新潛戶也是《出雲國風土記》所載佐太大神的誕生地，所以從前有一座加賀神社在此坐鎮。目前原神社已經遷移，僅以一座祠代之。據說洞門乃是佐太大神誕生之際，支（枳）佐加比賣命以金弓箭射穿而成。

### 舊潛戶
舊潛戶的洞口非常狹窄，僅有5.5公尺，但內部相當廣大。中間堆砌了許多石塔，傳說是早亡子女在賽之河原堆積而成。從堤防起設有潛入洞窟內部的步道，可供觀光客行走參觀。

### 遊覽船
每年4月至10月之間，當地都有觀光遊覽船營運，以供觀光客遊覽參觀。

## 內部連結
- 大山隱岐國立公園
- 蚶貝比賣與蛤貝比賣
- 出雲國風土記

## 外部連結
- （日語）国指定文化財等データベース：潜戸（页面存档备份，存于）